# Oksana Puškina
Oksana Viktorovna Puškina (in russo Оксана Викторовна Пушкина?; Petrozavodsk, 10 maggio 1963) è una giornalista, politica, scrittrice e attivista dei diritti umani russa, eminente esperta internazionale di imprenditoria femminile, diversità e inclusione e sviluppo sostenibile. È stata membro della Duma di Stato della Federazione Russa dal 2016 al 2021. In precedenza è stata un'attivista per i diritti dei bambini dell'Oblast' di Mosca e autrice, conduttrice e presentatrice degli spettacoli Ženskij vzgljad Oksany Puškinoj e Ženskie istorii Oksany Puškinoj tra il 1997 e il 2014. È anche autrice di oltre 25 libri bestseller su argomenti di sviluppo personale e imprenditorialità delle donne.

## Biografia
Oksana Viktorovna Puškina è nata il 10 maggio 1963 a Petrozavodsk. Sua madre, Svetlana Andreevna, era una giornalista televisiva e suo padre, Viktor Vasil'evič Puškin, era un allenatore della squadra nazionale russa di atletica leggera.

### Giornalismo
Nel 1979 consegue il diploma in ginnastica ritmica e termina nel 1980 una scuola di educazione generale e musicale. Nel 1985 si è laureata presso la Facoltà di giornalismo dell'Università statale di Leningrado. Ha poi lavorato dal 1985 al 1991 presso la redazione giovanile di Leningrad TV-5.
Nel 1990-1992 ha prodotto i programmi mensili Gospoža Udača ("Госпожа Удача") e Čelovek rezul'tata ("Человек результата"). Nel 1993 è partita per uno stage a San Francisco, dove ha lavorato come corrispondente e coordinatrice presso la ABC. Dopo aver studiato management e marketing televisivo, è tornata in Russia nel 1997.
Nel settembre 1997 ha presentato, in un'edizione speciale del programma Vzgljad ("Взгляд"), la sua prima trasmissione dopo il rientro in Russia, Vozvaščenie Iriny Rodninoj ("Возвращение Ирины Родниной").
Nel dicembre 1997 è stata autrice del progetto televisivo Ženskie istorii Oksany Puškinoj ("Женские истории Оксаны Пушкиной"), presentato sul canale ORT (attualmente Pervyj kanal). Nel settembre 1999, Oksana Puškina ha lasciato il canale.
Un mese dopo, è entrata a far parte dell'emittente NTV, dove ha presentato Ženskij vzgljad Oksany Puškinoj ("Женский взгляд Оксаны Пушкиной"). ORT ha lanciato contemporaneamente il programma Ženskie istorii v Tat'janoj Puškinoj, la cui presentatrice le somigliava.  Oksana Puškina ha presentato il suo programma settimanale dal 27 ottobre 1999 al 1º febbraio 2013.
Nel 2006, ha partecipato allo spettacolo di Channel One Stars on the Ice con Alekej Jagudin.
Nel febbraio 2013, ha lasciato NTV ed è tornata su Channel One dove ha ospitato lo spettacolo Ja podaju na razvod ("Я подаю на развод"). Lo spettacolo è andato in onda nei giorni feriali da marzo ad agosto 2013, poi è stato cancellato per motivi inspiegabili.
Nel 2016, Oksana Puškina è tornata su NTV dove ha ospitato il programma Zerkalo dlja geroja ("Зеркало для героя"). Ha descritto il suo ritorno in onda nell'evento principale dell'8 marzo. Questo spettacolo è durato dall'8 marzo al 7 luglio 2016.
Oksana è autrice di 25 libri bestseller su argomenti di sviluppo personale delle donne, avanzamenti di carriera professionale e imprenditorialità.

### Difensore dei diritti dei bambini
Il 18 giugno 2015, Oksana Puškina è stata nominata dalla Duma dell'Oblast' di Mosca, su proposta del governatore, Andrej Vorob'ëv, delegato per i diritti dei bambini dell'Oblast' di Mosca. In questo ruolo, ha contribuito a creare alloggi per i bambini cresciuti negli orfanotrofi, e ha proposto la creazione di un centro di crisi che accolga le madri in condizioni di emergenza e i bambini vittime di violenza domestica.
È anche nel consiglio della "Lega del sogno", un'organizzazione che lavora per sostenere le persone con paralisi cerebrale, autismo, sindrome di Down, disabilità visive e uditive e altre disabilità.

### Membro della Duma
Puškina ha lasciato il suo lavoro il 29 settembre 2016 dopo essere stata eletta alla Duma di Stato dell'Assemblea federale della Federazione Russa. Si è candidata alle elezioni parlamentari russe del 2016 nella lista Russia Unita nel distretto di Odincovo (Oblast' di Mosca) ed è stata eletta membro del Parlamento.
È stata vicepresidente della commissione per la famiglia, le donne e i bambini.  Puškina è stata l'unica parlamentare che si è schierata pubblicamente con le giornaliste Farida Rustamova, Ekaterina Kotrikadze, Anastasija Karimova e Dar'ja Šuk, che hanno accusato Leonid Sluckij, membro della commissione per gli affari esteri della Duma, di molestie sessuali. Ha espresso il suo rammarico per il vuoto giuridico in materia di molestie che esisteva nella legislazione russa e ha affermato: "Questo problema è una realtà nel nostro Paese. Deve essere regolato dalla legislazione e farò tutto ciò che è in mio potere al riguardo".
Oksana Puškina ha più in generale condannato pubblicamente le disparità professionali tra donne e uomini in Russia e ha difeso un disegno di legge per combattere la discriminazione contro le donne che non è stato inserito nell'ordine del giorno del parlamento. È stata anche autrice di un progetto di legge sul parto e di un altro sull'obbligo per i genitori di prendersi cura dei figli sieropositivi, progetti giustificati da dinieghi di attenzione nelle famiglie tradizionaliste.
È stata inoltre autrice e sostenitrice dei disegni di legge sul fondo federale per gli alimenti, sull'imprenditoria femminile e sulla parità di genere.

### Organizzazioni internazionali
Oksana Puškina è membro del consiglio della Fondazione SPID, che ha lo scopo di prevenire e combattere l'AIDS.
È anche membro dell'Assemblea parlamentare dell'Unione europea, dove rappresenta la Russia nella commissione per la cultura, la scienza, l'istruzione e i media e nella commissione per l'uguaglianza e la non discriminazione.
Oksana è una sostenitrice della leadership di "Women Entrepreneurs Finance Initiatives", parte dell'iniziativa del G20 sulla promozione dell'emancipazione delle donne a livello globale.

## Premi e riconoscimenti
- BBC 100 Women 2020 (23 novembre 2020), selezionata dalla BBC come una delle 100 donne stimolanti e influenti di tutto il mondo che stanno guidando il cambiamento e facendo la differenza.[24]
- Ordine dell'Amicizia (27 giugno 2007), per il suo grande contributo allo sviluppo della televisione nazionale e per i suoi tanti anni di fruttuoso lavoro.[25]
- Premio nazionale di riconoscimento pubblico per il successo delle donne Olympia dell'Accademia russa di commercio e imprenditorialità (2004).